# Franz Steindachner

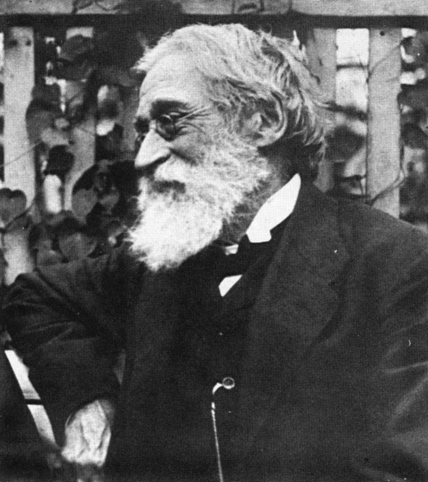
Franz Steindachner, 1912

Franz Steindachner (ur. 11 listopada 1834 w Wiedniu, zm. 10 grudnia 1919 tamże) – austriacki ichtiolog.

## Praca i kariera
Interesował się historią naturalną, podjął badania skamieniałości ryb, na zlecenie swojego przyjaciela Eduarda Suessa. W 1860 został powołany na stanowisko dyrektora zbioru ryb w Muzeum Historii Naturalnej w Wiedniu, które pozostało nieobsadzone od czasu śmierci Johanna Jakoba Heckela. Reputacja Steindachnera jako ichtiologa rosła, a w roku 1868 został zaproszony przez Louisa Agassiza do przyjęcia stanowiska w Muzeum Zoologii Porównawczej na Uniwersytecie Harvarda. Wziął udział w wyprawie Hasslera 1871/72. W 1874 powrócił do Wiednia, w roku 1887 został mianowany dyrektorem Muzeum Historii Naturalnej w Wiedniu, a w 1898 awansował na jego dyrektora.
- Steindachneridion – rodzaj ryb pochodzący z Ameryki Południowej, odkryty przez Steindachnera, nosi nazwę swojego odkrywcy.